# Neil Stephens
Neil Anthony Stephens (Canberra, 1 de octubre de 1963) es un exciclista profesional australiano. Desde 1989 afincado en el País Vasco, en Guipúzcoa, primero en Ventas de Astigarraga en la casa que tenía el Caja Rural y desde 1994 en Oyarzun, donde ha echado raíces con su mujer Amaia, a la que conoció en el 92, y sus tres hijos, Maialen, Shane y Lorea.  Fue profesional desde 1985 hasta 1998. Destacó en sus labores como gregario durante muchos años en el equipo ONCE y al final de su trayectoria en Festina.
Su máximo logro como ciclista fue la victoria en la 17.ª etapa del Tour de Francia de 1997.
Después de su retirada actuó como director deportivo en Linda McCartney Racing Team y Liberty Seguros,GreenEDGE Cycling Team.  Actualmente es director deportivo del equipo Bahrain Victorius.

## Palmarés
| 1986 - Herald Sun Tour 1988 - Etapa Milk Race 1990 - 1 etapa del Herald Sun Tour - 1 etapa de la Vuelta a Portugal 1991 - Campeonato de Australia de Ciclismo en Ruta - Clásica de Ordizia 1992 - Trofeo Calviá (Challenge a Mallorca) 1993 - Clásica de Ordizia - 1 etapa de la Bicicleta Vasca | 1994 - GP Villafranca de Ordizia 1995 - Campeonato de Australia de Ciclismo en Ruta - Clásica de Ordizia - Tour de Tasmania, más prólogo y 1 etapa 1996 - Vuelta a Andalucía - 1 etapa de la Vuelta al País Vasco 1997 - 1 etapa del Tour de Francia 1998 - Tour de Tasmania, más 2 etapas |

## Equipos
- Peugeot-Michelin (1985)
- Snatini-Sierre (1986)
- Ever Ready-Ammaco (1987)
- Zero Boys (1988)
- Caja Rural-Paternina (1989)
- Artiach-Royal (1990)
- Paternina sport (1991)
- ONCE (1992-1996)
- Festina (1997-1998)